# Esquerra Unida (Eslovènia)
Esquerra Unida (en eslovè Združena levica, ZL) va ser una coalició d'esquerres d'Eslovènia fundada al 2014 per tres partits minoritaris, la Iniciativa pel Socialisme Democràtic (IDS), el Partit pel Desenvolupament Sostenible (TRS) i el Partit Laborista Democràtic (DSD), i una agrupació de moviments civils i independents.

## Història
L'aliança es va formar com una llista electoral socialista i euroescèptica amb la intenció de presentar-se a les eleccions europees, locals i generals. En aquest sentit, ZL va fer el seu debut a les eleccions europees de 2014, i malgrat obtenir uns bons resultats amb el 5.5% dels vots, no va ser suficient per obtenir representació al Parlament Europeu. Tot i així, van tenir més èxit a les eleccions legislatives, aconseguint el 6% i sis escons, mantenint-se a l'oposició del govern de Miro Cerar durant la legislatura.
Després d'un llarg i tumultuós procés d'unificació, dos dels partits constituents, TRS i IDS, van finalitzar la seva fusió en un únic partit, L'Esquerra, el 24 de juny de 2017. Aquest va estar marcat per disputes internes, amb fugues de membres per part d'IDS, crítiques tant del DSD com dels independents, provocant la inevitable separació i la fi de la coalició.

## Resultats electorals

### Assemblea Nacional
| Any  | Vots   | %   | Escons | +/- | Govern   |
| ---- | ------ | --- | ------ | --- | -------- |
| 2014 | 51,490 | 6.0 | 6 / 90 | Nou | Oposició |

### Parlament Europeu
| Any  | Vots   | %         | Escons | +/- | Grup PE |
| ---- | ------ | --------- | ------ | --- | ------- |
| 2014 | 21,985 | 5,5 / 100 | 0 / 8  | Nou | -       |